# ویرجیل آندریسکو
ویرجیل آندریسکو (رومانیایی: Virgil Andriescu؛ زاده ۲۶ آوریل ۱۹۳۶) بازیگر اهل رومانی است.
از فیلم‌ها یا مجموعه‌های تلویزیونی که وی در آن‌ها نقش داشته‌است، می‌توان به بادبان‌های برافراشته، بلوط و آینه اشاره نمود.